# Удмуртская Автономная Советская Социалистическая Республика
Удмуртская Автономная Советская Социалистическая Республика (УАССР, удм. Удмурт Автономной Совет Социалист Республика) — автономная республика в составе РСФСР. Столица республики — город Ижевск.
11 октября 1991 переименована в Удмуртскую Республику.

## История

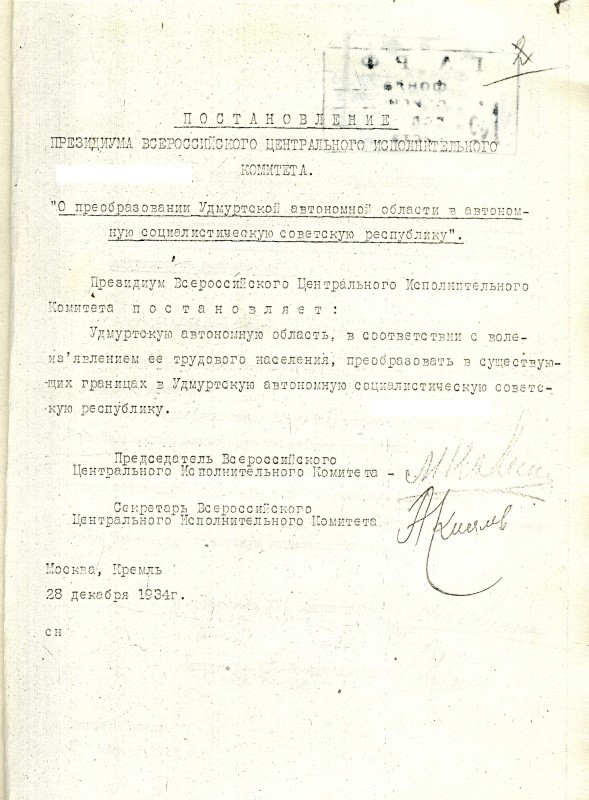
Постановление О преобразовании Удмуртской автономной области в Удмуртскую Автономную Социалистическую Советскую Республику.

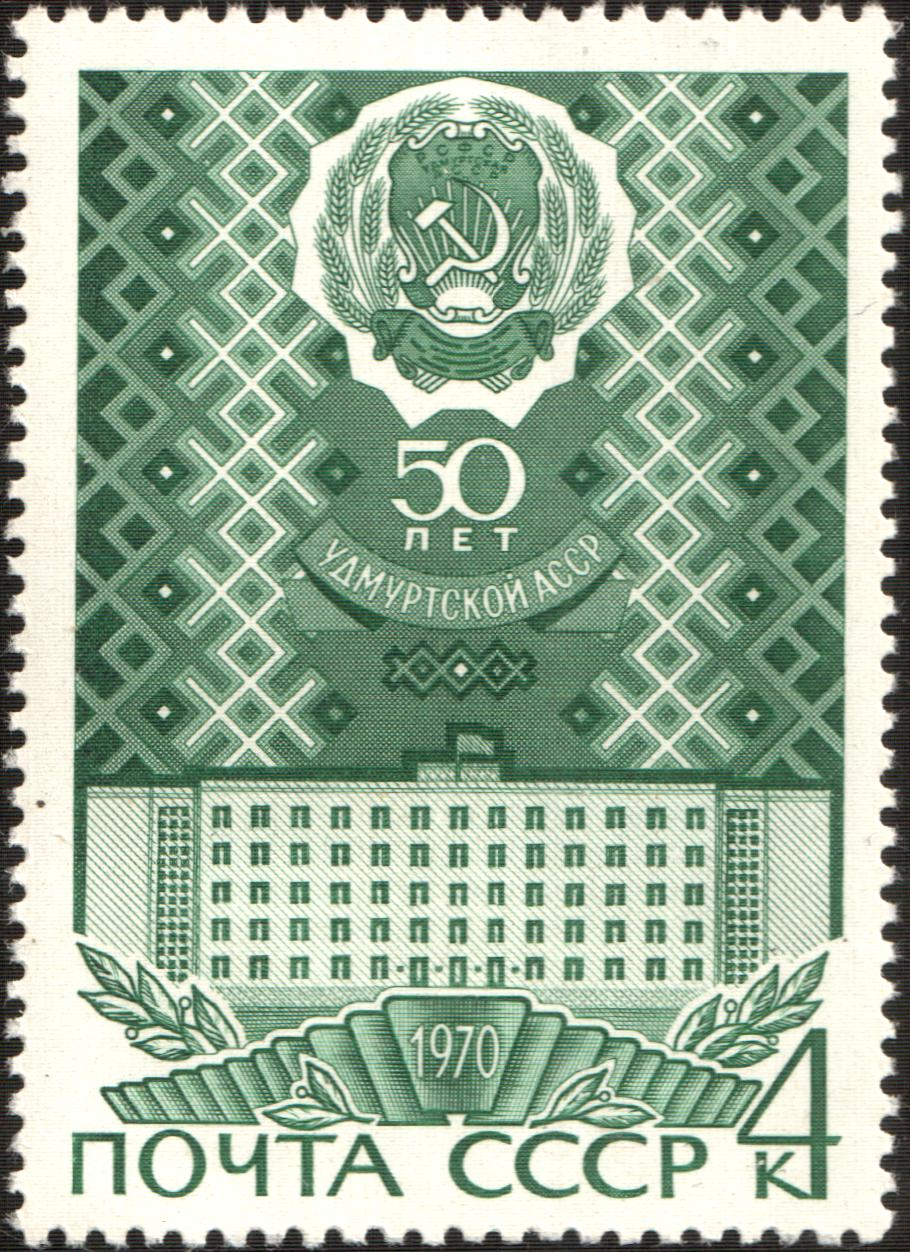
Здание Правительства УАССР на марке «50 лет Удмуртской АССР» Почты СССР 1970 года

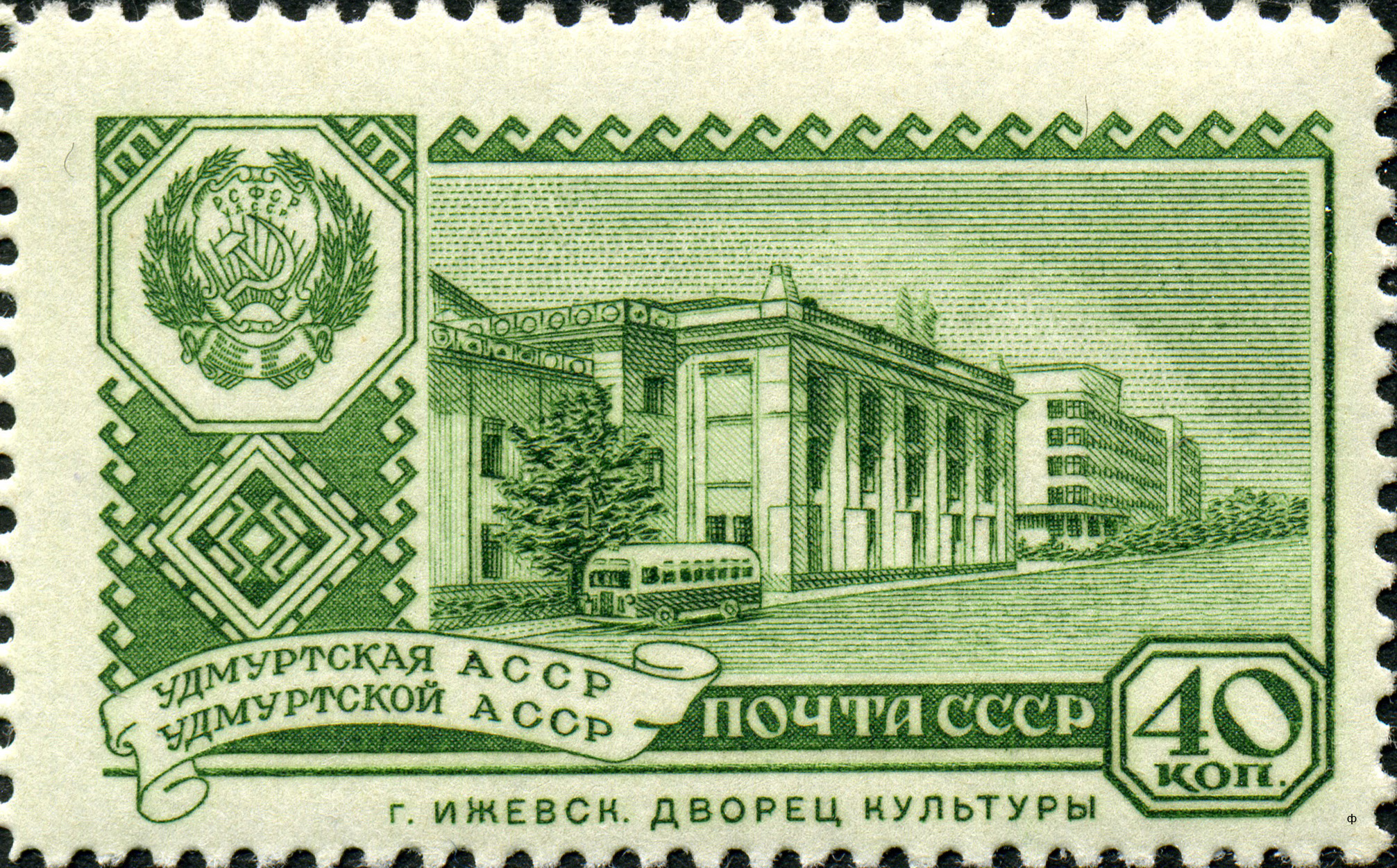
УАССР, Дворец культуры в Ижевске, марка Почты СССР 1960 года

27 декабря 1934 года Политбюро ЦК ВКП (б) рассмотрело вопрос «О преобразовании автономной Удмуртской области в автономную Удмуртскую республику» и приняло решение "немедленно провести это преобразование через ВЦИК. 28 декабря 1934 года постановлением ВЦИК существовавшая с незначительными территориальными изменениями с 1920 года Удмуртская автономная область была преобразована в Удмуртскую АССР. 20 марта 1935 года ВЦИК узаконил вхождение УАССР в состав Кировского края, однако с принятием новой конституции СССР в следующем году краевое деление было ликвидировано.
Первая Конституция Удмуртской АССР была принята II Чрезвычайным съездом Советов Удмуртской Автономной Советской Социалистической республики 14 марта 1937 года. Первая Конституция утвердила статус Удмуртской автономной Советской Социалистической Республики в составе РСФСР. Завершился процесс формирования удмуртской нации, её правосознания. Конституция определила государственными языками удмуртский и русский. Постановлением ВЦИК от 22 октября 1937 года Воткинский, Сарапульский, Каракулинский и Киясовский районы переданы из Кировской области в состав Удмуртской АССР.
В 1930-х годах как часть процесса индустриализации СССР в республике началось строительство промышленных предприятий. Вследствие этого начался приток рабочей силы из сельской местности в города. В период с 1939 по 1970 год доля городского населения выросла с 26 до 57 %. К середине 1980-х годов средняя производительность труда в республике в 11 раз превышала показатель 1940 года.
20 июня 1958 года республика была награждена Орденом Ленина, 2 ноября 1970 года — Орденом Октябрьской революции, 20 декабря 1972 года — Орденом Дружбы Народов.
Новая Конституция УАССР была принята на внеочередной девятой сессии Верховного Совета УАССР девятого созыва 31 мая 1978 года. На этом же съезде делегаты одобрили Декларацию Верховного Совета УАССР о принятии и объявлении Конституции УАССР и Закон о порядке введения в действие Конституции УАССР. Проект Конституции был опубликован для всенародного обсуждения 16 мая 1978 года.
20 сентября 1990 года Верховный Совет Удмуртской АССР провозгласил суверенитет республики.
24 мая 1991 года Съезд народных депутатов РСФСР в статье 71 конституции РСФСР записал поправку, в которой именовал республику как Удмуртскую Советскую Социалистическую Республику.
11 октября 1991 года Верховный Совет Удмуртии внёс наименование «Удмуртская Республика» в республиканскую конституцию, а 21 апреля 1992 года Съезд народных депутатов Российской Федерации внёс его в российскую конституцию. Данная поправка вступила в силу с момента опубликования в «Российской газете» 16 мая 1992 года.

## Государственное устройство
После образования УАССР высшим органом власти в республике стал Съезд Советов УАССР (1935—1937), высшим законодательным, исполнительным и контролирующим органом между съездами — ЦИК (1935—1938). Первый Съезд Советов УАССР состоялся 12 января 1935 года. На нём были выбраны члены и кандидаты в члены ЦИК, представители в Совет Национальностей ЦИК СССР, принято решение о подготовке Конституции Удмуртии.
В феврале 1937 года в печати был опубликован проект Конституции УАССР. Конституция Удмуртской АССР была принята 14 марта 1937 года Чрезвычайным 2-м съездом Советов Удмуртской АССР.
Высшие органы государственной власти республики — однопалатный Верховный Совет Удмуртской АССР, избиравшийся на 4 года по норме 1 депутат от 7500 жителей, и его Президиум. Верховный Совет образовывал правительство республики — Совет Министров Удмуртии. Удмуртская АССР была представлена в Совете Национальностей Верховного Совета СССР 11 депутатами. Местные органы государственной власти — городские, районные, поселковые и сельские Советы депутатов трудящихся избирались населением на 2 года. Верховный Совет Удмуртской АССР избирал сроком на 5 лет Верховный суд республики в составе 2 судебных коллегий (по уголовным и по гражданским делам) и Президиума Верховного суда. Прокурор Удмуртской АССР назначался Генеральным прокурором СССР на 5 лет.
В июне 1938 года состоялись выборы в Верховные советы РСФСР и УАССР, а в декабре 1939 года — выборы в местные советы. Явка избирателей составила более 99 %. Большинством голосов были избраны выдвинутые партийными органами кандидатуры.

## Население
По данным переписи 1970 года общее население республики составляло 1417,4 тыс. человек. Бо́льшая часть населения — русские (57 %) и удмурты (34,1 %).
| Национальность | Население, тыс. чел. |
| -------------- | -------------------- |
| Русские        | 809,6                |
| Удмурты        | 484,2                |
| Татары         | 87,2                 |
| Украинцы       | 10,3                 |